# Doddabokikere, Tarikere
Doddabokikere là một làng thuộc tehsil Tarikere, huyện Chikmagalur, bang Karnataka, Ấn Độ.